# Wilhelm Voss
Wilhelm Voss, avstrijski botanik in mikolog, * 31. december 1849, Dunaj, † 30. marec 1895, Dunaj. 
Študiral je naravoslovje. Leta 1871 je bil imenovan za asistenta na katedri za botaniko in zoologijo na dunajski politehniki. Leta 1874 je postal profesor na realki v Ljubljani, 1894 se je vrnil na Dunaj. 
Med bivanjem v nekdanji Kranjski se je ukvarjal s florističnimi raziskovanji, še posebej v Julijskih Alpah, v Postojnski jami ter po rudniških rovih v Idriji in Zagorju. Za prirodopisni kabinet realke v Ljubljani je pripravil obsežno zbirko eksponatov, ki je slovela tudi izven kranjskih meja.
Po Vossu so leta 1901 poimenovali planinsko kočo na Vršiču — Vossova koča. Ta je bila leta 1991 je bila preimenovana v Erjavčevo kočo.
V obsežni botanično-zgodovinski razpravi Versuch einer Geschichte der Botanik in Krain  je z mnogimi podrobnostmi prikazal delovanje domačih in tujih botanikov 18. in 19. stoletja na Kranjskem. Voss je v svojem delu zbral in kritično obdelal resnično obsežno zbirko podatkov o botanikih, ki so delovali na območju Kranjske ( npr. Scopolija, Wulfna, Hacqueta, K. Zoisa, Hladnika, Freyerja, Fleischmanna) ter o botaniki kot stroki in zanjo pomembnih ustanovah (knjižnicah, vrtu, muzeju...), priložil pa tudi zelo izčrpen seznam botaničnih virov, ki se iz tega obdobja nanašajo na obravnavano območje. 
Celjska Mohorjeva družba je 2008 izdala knjigo v slovenskem prevodu.

## Voss o Botaničnem vrtu v Ljubljani
Voss je v svoji knjigi Versuch einer Geschichte der Botanik in Krain opisal ljubljanski botanični vrt iz tedanjega časa (1885) in ga predstavil takole:  »Vrt ima tri vhode: glavni vhod (1) in dvoje večinoma zaprtih vrat (2, 3). Če vstopimo skozi prvi vhod nas široka pot pelje po vsej dolžini vrta do vrtne ute (h). Ob tej poti se razprostrirajo cvetlične grede z zasajenimi okrasnimi rastlinami: navadna in tenkolistna binkoštna vrtnica (Paeonia officinalis in P. tenuifolia L.), več različkov rdečega naprsteca (Digitalis purpurea L.), vrtna ostrožica (Delphinium Ajacis L.), vzhodna črnika (Nigella damascena L.), več vrst petunij in plamenk (Phlox), vrtni mak (Papaver somniferum L.), meček (Gladiolus) in vrtna zvončnica (Campanula media L.). V bližini vrtne ute stojijo lilije: kranjska lilija (Lilium carniolicum Bhrd.), veličastna lilija (L. speciosum Thbg. ali lancifolium vrtnarsko), zlati klobuk (L. Martagon), bela in brstična lilija (L. candidum et bulbiferum L.), cesarski tulipani (Fritillaria imperialis L.) in indijska kana (Canna indica L.).« 

»Na obeh straneh ob glavni poti ležijo tri velike grede (A) in na njih v nize posajene rastline, ki so doma na Kranjskem: Blagajev volčin (Daphne Blagayana Frey.), jagodičasti in drobnocvetni prstnik (Potentilla fragariastrum Ehr. in micrantha Ram.), kranjski prstnik (P. carniolica Kern.), alpski vimček (Epimedium alpinum L.), črna in bela čmerika (Veratrum nigrum in album L.), zeleni, črni in temnoškrlatni teloh (Helleborus viridis, niger in atropurpureus), spomladanski in poletni veliki zvonček (Leucojum vernum in aestivum L.), gredljasti luk (Allium carinatum L.), navadni lučnik (Verbascum phlomoides L.), strašnica (Poterium Sanguisorba L.), trpežna srebrenka (Lunaria rediviva L.), nemški čišljak (Stachys germanica L.), dvoletni svetlin (Oenothera biennis L.), avstrijski in navadni divjakovec (Doronicum austriacum Jacq. in Pardalianches L.), rumeni in beli narcis (Narcissus Pseudo-Narcissus in poëticus L.), rumeni naprstec (Digitalis lutea L.), pokončni prstnik (Potentilla recta L.), nemška perunika (Iris germanica L.), svilnica (Asclepias syriaca L.), okrogloglavi bodoglavec (Echinops sphaerocephalus L.) in druge.« 

»Na tretjem polju na desni so nasajene kobulnice: kranjska selivka (Malabaila Golaka), progasti kobul (Molopospermum cicutarium DC.), Scopolijev dišeči koromač (Myrrhis odorata), zlato trebelje (Chaerophyllum aureum L.), navadni in avstrijski dežen (Heracleum Sphondilium in austriacum L.), bleščeča velestika (Ligusticum seguieri), tevje (Hacquetia Epipactis DC.), veliki in kranjski zali kobulček (Astrantia major L. in carniolica Wulf.),  orjaški silj (Tommasinia verticillaris Bert.)«  

Vrt je tedaj pripadal cesarsko kraljevi gimnaziji, pravico do uporabe vrta so imeli še višja realka in živinozdravniški oddelek podkovske učne ustanove; pri pouku sadjarstva so ga do leta 1882 uporabljali tudi kandidati učiteljišča. Za javnost je bil vrt dostopen ob popoldnevih brez dežja.